# Nitrato de plomo(II)
El compuesto químico nitrato de plomo(II) es una sal inorgánica de plomo y de ácido nítrico. Es un cristal incoloro o un polvo blanco, y un oxidante muy estable y fuerte. Al contrario que otras sales de plomo(II), es soluble en agua. Su uso principal, desde la Edad Media (con el nombre de plumbum dulce) ha sido como materia prima en la producción de numerosos pigmentos. Desde el siglo XX, se usa como estabilizador térmico para el nailon y los poliésteres, y como recubrimiento de las películas fototermográficas. Su producción comercial no empezó en Europa hasta el siglo XIX —en Estados Unidos hasta 1943— mediante un proceso de producción típico, que utiliza plomo metálico u óxido de plomo(II) en ácido nítrico.
El nitrato de plomo(II) es tóxico y probablemente cancerígeno. Por tanto, debe ser manipulado y almacenado con las condiciones apropiadas de seguridad.

## Historia
Desde la Edad Media, se ha producido nitrato de plomo(II) en pequeña escala como material de base para la producción de pigmentos colorantes, como el amarillo cromo (cromato de plomo(II)) o el naranja cromo (hidróxidocromato de plomo(II)), u otros compuestos de plomo similares. En el siglo XV, el alquimista alemán Andreas Libavius sintetizó este compuesto, y le dio los nombres de plumb dulcis y calx plumb dulcis. Aunque el proceso de producción es químicamente sencillo, la producción fue mínima hasta el siglo XIX, y no se conoce ninguna producción no europea anterior al siglo XX.

## Química
Cuando el nitrato de plomo se calienta, se descompone en óxido de plomo(II), acompañado de un ruido que parece un crujido (llamado decrepitación), de acuerdo con la siguiente reacción:
2 Pb(NO3)2(s) →  2 PbO(s)  +  4 NO2(g)  +  O2(g)
Esta propiedad es la que hace que el nitrato de plomo se use a veces en la pirotecnia (y más particularmente, en los fuegos artificiales).

### Química en solución acuosa
El nitrato de plomo(II) se disuelve en agua para dar una solución clara e incolora. Esta solución reacciona con los yoduros solubles, como por ejemplo, el yoduro de potasio (KI), produciendo un precipitado de yoduro de plomo(II) de color amarillento-anaranjado claro. Esta reacción se suele poner como ejemplo para demostrar la reacción química de precipitación, debido al cambio de color que se observa.
Pb(NO3)2(aq)  +  2KI(aq) → PbI2(s) +  2 KNO3(aq)
Además del nitrato de plomo(II), el acetato de plomo(II) es el único compuesto de plomo soluble en el agua. Los otros compuestos de plomo son insolubles en agua, ni siquiera los cloruros y sulfatos (que suelen ser solubles) como el cloruro de plomo(II) y el sulfato de plomo(II). Esto pone de manifiesto la importancia del nitrato de plomo(II) en la producción de compuestos de plomo insolubles mediante reacciones de doble descomposición.
Cuando se agrega una solución de hidróxido de sodio 1 M a 0,1 M de nitrato de plomo, se forman nitratos básicos, incluso superado el punto de equivalencia. Hasta la mitad de ese punto, el Pb(NO3)2·Pb(OH)2 es el elemento predominante, y una vez pasada, se forma Pb(NO3)2·5Pb(OH)2. Sorprendentemente, no se forma Pb(OH)2 simple hasta llegar a un pH de 12.

### Estructura cristalina

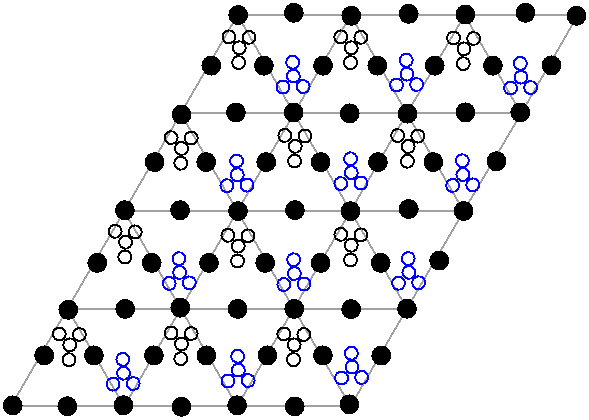
Estructura cristalina

La estructura cristalina del nitrato de plomo sólido(II) viene determinada por la difracción de neutrones. El compuesto cristaliza en un sistema cúbico, estando los átomos de plomo en un sistema cúbico centrado en las caras. Su grupo espacial es el Pa3 (notación de Bravais), y la longitud de cada lado del cubo es de 784 picómetros.
En la imagen, los puntos negros representan a los átomos de plomo, los puntos blancos a los grupos nitrato 27 pm por encima del plano de los átomos de plomo, y los puntos azules a los grupos nitrato a la misma distancia por debajo de ese mismo plano. En esta configuración, cada átomo de Pb está enlazado con 12 átomos de oxígeno (longitud del enlace: 281 pm). Todos los enlaces N-O son idénticos (125 pm).
El interés académico de la estructura cristalina de este compuesto radica en parte en la posibilidad de una rotación interna libre de los grupos nitrato en la red cristalina a temperaturas elevadas, cosa que, sin embargo, no se puede materializar.

### Complejación
El nitrato de plomo posee una química supramolecular interesante debido a la coordinación de los átomos de nitrógeno y de oxígeno. Este interés es básicamente académico, pero tiene bastantes aplicaciones potenciales. Así, la combinación de nitrato de plomo(II) con pentaetileno glicol en una solución de acetonitrilo y metanol, seguida de una evaporación lenta produce un nuevo material cristalino, el [Pb(NO3)2(EO5)]. La estructura cristalina de este compuesto muestra que la cadena PEO está enrollada en torno al ion plomo en un plano ecuatorial, de manera similar a un éter corona. Los dos ligandos nitrato bidentados se sitúan en configuración trans. El número de coordinación total es 10.
El complejo formado por el nitrato de plomo(II), el perclorato de plomo(II) y un ligando bitiazol bidentado N-dativo es binuclear: en este complejo, un grupo nitrato forma un "puente" entre los átomos de plomo con un número de coordinación de 5 y 6. Un aspecto interesante de este tipo de complejo es la presencia de un vacío físico en la esfera de coordinación (es decir, que los ligandos no están dispuestos simétricamente en torno al ion del metal), lo que probablemente se debe al par de electrones libres del plomo. El mismo fenómeno se verifica en los compuestos de plomo que tienen como ligando el imidazol.
Este tipo de química no siempre es específica del nitrato de plomo; otros compuestos de plomo(II) como el bromuro de plomo(II) forman también complejos, pero se suele usar el nitrato por su solubilidad y su naturaleza bidentada.

## Preparación
El compuesto se obtiene normalmente disolviendo plomo metálico u oxidado en una solución acuosa de ácido nítrico. El Pb(NO3)2 anhidrido puede cristalizar directamente a partir de la solución. No hay ninguna producción a escala industrial conocida.
3 Pb + 8 HNO3 → 3 Pb(NO3)2 + 2 NO + 4H2O
PbO + 2 HNO3 → Pb(NO3)2 + H2O

## Aplicaciones

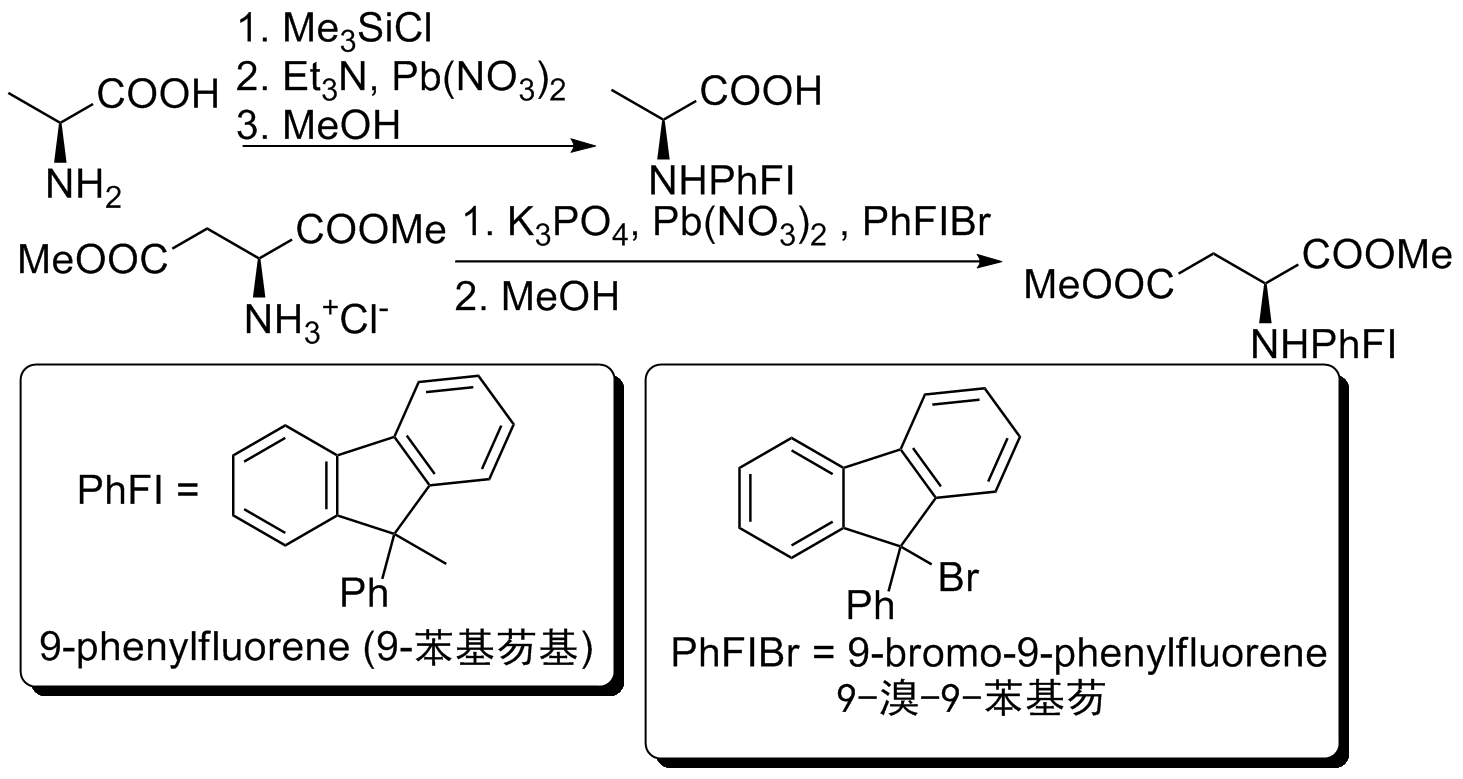
El Nitrato de Plomo (II) puede ser usado, parecido al Nitrato de Plata, para capturar átomos de bromo en la reacción de substitución SN1 y precipitarlos en bromuro de plomo.

El nitrato de plomo(II) se ha usado históricamente en la fabricación de fósforos y explosivos especiales como la azida de plomo Pb(N3)2, en mordientes y pigmentos (pinturas de plomo...), para la coloración e impresión de tejidos, y en los procesos de producción de compuestos de plomo. Otras aplicaciones más recientes son, por ejemplo, como estabilizador térmico en el nailon y los poliésteres, como recubrimiento de las películas fototermográficas, y en los rodenticidas.
El nitrito de plomo(II) también es una fuente fiable de tetróxido de dinitrógeno puro en el laboratorio. Cuando se seca la sal con cuidado y se calienta en un recipiente de acero, produce óxido de nitrógeno(IV) y oxígeno. Los gases se condensan y después se les realiza una destilación fraccionaria con el fin de dar N2O4 puro.
2 Pb(NO3)2(s) → 2 PbO(s) + 4 NO2(g) +  O2(g)
2 NO2 ⇌ N2O4

## Seguridad
Los peligros del nitrato de plomo(II) son los de los compuestos solubles de plomo en general, y en una menor extensión, los de los otros nitratos inorgánicos. Es tóxico, y su ingestión puede llevar al saturnismo: los síntomas comprenden disfunciones intestinales, dolores abdominales fuertes, pérdida del apetito, náuseas, vómitos y calambres, y las largas exposiciones pueden acarrear problemas neurológicos y renales. Los compuestos de plomo son conocidos por ser venenos lentos y acumulativos: más del 90% del plomo absorbido se fija en los tejidos óseos, y sólo se elimina en un largo período de varios años.
Los niños absorben el plomo por el tracto gastrointestinal más fácilmente que los adultos, y por ello tienen más riesgo. La exposición al plomo durante el embarazo ha estado siempre ligada a tasas elevadas de aborto espontáneo, malformaciones fetales y recién nacidos de poco peso. Dada la naturaleza acumulativa de la toxicidad del plomo, los niños y mujeres embarazadas no deberían exponerse a compuestos solubles de éste, lo que es un requisito legal en numerosos países.
El Centro Internacional de Investigación del Cáncer (CIRC) ha clasificado los compuestos inorgánicos de plomo como potencialmente cancerígenos para el hombre (categoría 2A). Han sido ligados al cáncer renal y al glioma en animales de laboratorio, y al cáncer renal, tumores cerebrales y cáncer de pulmón en el hombre, aunque los estudios con trabajadores expuestos al plomo suelen ser complejos, debido a que también lo suelen estar al arsénico. Una conocida función del plomo es la de sustituto del zinc en numerosas enzimas, como el ácido δ-aminolevulínico deshidratasa (o porfobilinógeno-sintasa) en la vía biosintética del hemo y la pirimidina-5'-nucleotidasa, importante para el metabolismo del ADN.
Se deben tomar precauciones antes y durante la manipulación del nitrato de plomo(II), por ejemplo, mediante el uso de un equipo de protección (gafas de seguridad, guantes de goma...). Los experimentos con el nitrato de plomo(II) deberían realizarse en campanas extractoras, y los residuos no se deben liberar al medio.